# Kónyáné Kutrucz Katalin
Kónyáné Kutrucz Katalin (Érsekújvár, 1948. február 2. –) magyar jogász, politikus, országgyűlési képviselő.

## Életpályája

### Iskolái
A fertőbozi általános iskola elvégzése után a soproni Martos Flóra Gimnáziumba járt, ott érettségizett 1966-ban. 1966–1971 között az Eötvös Loránd Tudományegyetem Jogtudományi Karának hallgatója volt.

### Pályafutása
1971–1982 között az Eötvös Loránd Tudományegyetem Jogtudományi Kar büntetőjogi tanszékén tanársegéd, 1983-tól adjunktus volt. 1982–1983 között a Vigília című katolikus folyóirat munkatársa volt. 1983-ban visszatért az ELTE ÁJTK büntetőjogi tanszékére. 1992-től ismét tanított adjunktusi beosztásban. 1998–2003 között a Tört. Hiv. elnökhelyettese volt. 2004-től az Állambiztonsági Szolgálatok Történeti Levéltárának főigazgatója.

### Politikai pályafutása
1988–1990 között a Független Jogász Fórum választmányi tagja volt. 1988–1996 között az MDF tagja volt. 1989–1990 között a koncepciós pereket felülvizsgáló bizottság tagja volt. 1990–1994 között az Alkotmányügyi, törvényelőkészítő és igazságügyi bizottság, valamint az Ügyrendi bizottság tagja volt. 1990–1998 között országgyűlési képviselő (1990–1996: MDF; 1996–1998: MDNP) volt. 1994–1998 között az	Alkotmányügyi, törvényelőkészítő, igazságügyi és ügyrendi bizottság alelnöke volt. 1995–1996 között az Alkotmányelőkészítő bizottság tagja volt. 1996–1998 között a Mentelmi, összeférhetetlenségi és mandátumvizsgáló bizottság, valamint Az ÁPV Rt.-nek az önkormányzatokat megillető belterületi földértékekkel kapcsolatos kötelezettségeinek teljesítése tárgyában adott megbízási szerződések és megbízási díjak körülményeinek tisztázására felállított vizsgálóbizottság tagja volt. 1996–2005 között az MDNP tagja volt. 1998-ban országgyűlési képviselőjelölt volt.

## Családja
Szülei: Kutrucz Gyula (1922–1977) és Kertész Anna (1923-?) voltak. 1972-ben házasságot kötött Kónya Imre jogásszal. Két fiuk született: Imre (1973) és Zoltán (1977).

## Művei
- A bűnözés új tendenciái és okai (1985)
- Vámbéry Rusztem-emlékkönyv (1986)
- Balogh Jenő-emlékkönyv (1988)

## Díjai
- A Magyar Érdemrend középkeresztje (2003)
- A Magyar Érdemrend középkeresztje a csillaggal (2014)